# Championnat de France de rugby à XV 1960-1961
Navigation
1959-1960 1961-1962
Le championnat de France de rugby à XV de première division 1960-1961 a été disputé par 56 équipes groupées en 7 poules.
L' AS Béziers  a remporté le championnat 1960-61 après avoir battu l'US Dax en finale.
Ce résultat compte aussi pour la demi-finale du challenge du Manoir.

## Contexte
Le Tournoi des Cinq Nations 1961 est remporté par la France et le Challenge Yves du Manoir est remporté par le Stade montois qui bat l'AS Béziers par 17 à 8 et prend sa revanche après avoir perdu la demi-finale du championnat de France.

## Phase de qualification
Le nom des équipes qualifiées pour les 16e de finale est en gras.
| - FC Lourdes - US Carmaux - SU Agen - US Cognac - Stade nantais UC - Tyrosse RCS - CA Brive - Racing club de France                     | - Stade dijonnais - Lyon OU - Stade bordelais UC - Stade toulousain - AS Béziers - Stadoceste tarbais - US Foix - Aviron bayonnais | - RC Narbonne - Paris université club - SA Saint-Sever - SC Angoulême - US Dax - Cahors rugby - CA Périgueux - TOEC       |
| - US La Teste - Saint-Girons SC - Stade rochelais - Stade hendayais - Section paloise - Stade aurillacois - La Voulte sportif - FC Auch | - CO Le Creusot - Stade montois - USA Perpignan - AS Soustons - RC Toulon - CA Bègles - SC Mazamet - FC Grenoble                   | - US Marmande - SC Graulhet - US Montauban - SC Tulle - US Romans - AS Montferrand - Biarritz olympique - FC Saint-Claude |
| - US Bergerac - RC Vichy - RC Chalon - SO Chambéry - Castres olympique - CS Vienne - US bressane - USA Limoges                          | | |

## Seizièmes de finale
Les équipes dont le nom est en caractères gras sont qualifiées pour les huitièmes de finale.
| Équipe 1           | Équipe 2              | Résultat |
| ------------------ | --------------------- | -------- |
| AS Béziers         | Stadoceste tarbais    | 6-0      |
| RC Toulon          | CA Périgueux          | 8-6      |
| RC Vichy           | AS Montferrand        | 10-3     |
| FC Lourdes         | Stade aurillacois     | 3-0      |
| Stade montois      | USA Perpignan         | 16-6     |
| FC Grenoble        | CS Vienne             | 14-3     |
| CA Brive           | USA Limoges           | 16-5     |
| Cahors rugby       | FC Saint-Claude       | 0-0      |
| US Dax             | US Romans             | 9-3      |
| Stade bordelais UC | SU Agen               | 12-11    |
| Stade rochelais    | Racing club de France | 15-0     |
| Aviron bayonnais   | SC Graulhet           | 6-0      |
| SO Chambéry        | US Cognac             | 13-6     |
| FC Auch            | SC Tulle              | 9-0      |
| SC Mazamet         | Stade toulousain      | 16-8     |
| Section paloise    | SC Angoulême          | 20-3     |

## Huitièmes de finale
Les équipes dont le nom est en caractères gras sont qualifiées pour les quarts de finale.
| Équipe 1        | Équipe 2           | Résultat |
| --------------- | ------------------ | -------- |
| AS Béziers      | RC Toulon          | 14-0     |
| RC Vichy        | FC Lourdes         | 6-3      |
| Stade montois   | FC Grenoble        | 10-6     |
| CA Brive        | Cahors rugby       | 8-3      |
| US Dax          | Stade bordelais UC | 14-3     |
| Stade rochelais | Aviron bayonnais   | 5-3      |
| SO Chambéry     | FC Auch            | 5-3      |
| SC Mazamet      | Section paloise    | 8-3      |

## Quarts de finale
Les équipes dont le nom est en caractères gras sont qualifiées pour les demi-finales.
| Équipe 1      | Équipe 2        | Résultat |
| ------------- | --------------- | -------- |
| AS Béziers    | RC Vichy        | 12-3     |
| Stade montois | CA Brive        | 12-6     |
| US Dax        | Stade rochelais | 11-9     |
| SO Chambéry   | SC Mazamet      | 19-3     |

## Demi-finales
| Équipe 1   | Équipe 2      | Résultat |
| ---------- | ------------- | -------- |
| AS Béziers | Stade montois | 12-6     |
| US Dax     | SO Chambéry   | 11-5     |

Les  demi-finalistes sont quatre des cinq clubs les mieux classés à l'issue de la phase régulière soit Béziers premier, Dax second, Chambéry, troisième et Mont de Marsan cinquième.
Les deux premiers iront en finale et le premier sera sacré champion de France.

## Finale
| Équipes        | AS Béziers - US Dax |
| Score          | 6-3 |
| Date           | 28 mai 1961 |
| Stade          | Stade Gerland, Lyon |
| Arbitre        | Bernard Marie |
| Les équipes    | |
| AS Béziers     | Raoul Barrière, Émile Bolzan, Francis Mas, Jean Salas, André Gayraud, Louis Angeli, François Rondi, Jean Arnal, Pierre Danos, Roger Bousquet, Lucien Rogé, Robert Raynal, Jacques Fratangelle, Robert Spagnolo, Paul Dedieu                      |
| Entraîneur     | Raymond Barthès |
| US Dax         | Jean Bachelé, Léon Berho, André Berilhe, Christian Lassère, Marcel Cassiède, Gaston Dubois, Pierre Darbos, Claude Contis, Jean-Claude Lasserre, Pierre Albaladejo, Raymond Albaladejo, Jacques Bénédé, Jean Othats, Claude Darbos, Émile Carrère |
| Entraîneur     | Jean Desclaux |
| Points marqués | |
| AS Béziers     | 1 pénalité de Dedieu, 1 drop de Danos |
| US Dax         | 1 pénalité de Pierre Albaladejo |

L'AS Béziers l'emporte grâce à un drop de Pierre Danos réussi en fin de match depuis le bord de touche.
Le résultat de cette finale fait également office de résultat officiel pour la demi-finale de Challenge Yves du Manoir opposant théoriquement les Héraultais aux Landais, le calendrier des deux équipes n'ayant pas permis de trouver une date acceptable afin de la disputer dans des conditions acceptables ; l'US Dax est ainsi éliminée aux portes de la finale du Challenge sans jouer.